# HD 179949
HD 179949 é uma estrela na constelação de Sagittarius. Com uma magnitude aparente visual de 6,24, está próxima do limite de visibilidade a olho nu. Medições de paralaxe pela sonda Gaia indicam que está a uma distância de 89,6 anos-luz (27,5 parsecs) da Terra.
HD 179949 é uma estrela de classe F da sequência principal notável por possuir um planeta Júpiter quente em uma órbita curta de pouco mais de 3 dias. O sistema é bastante estudado devido a uma possível interação magnética entre o planeta e a estrela.

## Características
Esta estrela é classificada com um tipo espectral de F8V, o que indica que é uma estrela de classe F da sequência principal, que gera energia pela fusão de hidrogênio no núcleo. Possui uma massa estimada de 1,23 vezes a massa solar e um raio de 1,20 vezes o raio solar. Está brilhando com 1,95 vezes a luminosidade solar de sua fotosfera com uma temperatura efetiva de 6 220 K, o que dá à estrela a coloração branco-amarelada típica de estrelas de classe F. Sua metalicidade, a abundância de elementos além de hidrogênio e hélio, é alta, com 162% da abundância de ferro do Sol, seguindo a tendência de que estrelas com planetas gigantes são mais ricas em metais.
Com uma idade estimada de 1,2 bilhões de anos, HD 179949 é uma estrela cromosfericamente ativa e apresenta um complexo campo magnético com uma força máxima de 10 G. Assim como o Sol, a estrela possui rotação diferencial, com a região equatorial tendo um período de rotação mais rápido, de 7,62 ± 0,07 dias, comparado a um período de 10,3 ± 0,8 dias nos polos. A velocidade de rotação projetada da estrela é de 7,0 km/s, correspondendo a um ângulo de inclinação de aproximadamente 60°. HD 179949 já foi classificada como uma variável BY Draconis, que varia de brilho devido a manchas estelares que entram e saem da linha de visão da Terra conforme a estrela rotaciona.
Com base no monitoramente dos indicadores de atividade, um estudo de 2003 detectou uma correlação entre a atividade cromosférica da estrela e o período orbital de seu planeta HD 179949 b, indicando uma possível interação magnética no sistema, em que o campo magnético do planeta provoca manchas na superfície da estrela. Esse foi o primeiro caso relatado de interação estrela-planeta e tem sido extensivamente estudado desde então. Observações posteriores detectaram que essa interação não está presente sempre, com a atividade estelar estando em sincronia com o período orbital do planeta em algumas épocas e com a rotação estelar em outras. Estudos mais recentes mostraram que a atividade da estrela está relacionada principalmente com a rotação, mas ainda existe a possibilidade de haver uma pequena interação com o planeta.

## Sistema planetário
Em 2001 foi publicada a descoberta de um planeta extrassolar orbitando HD 179949 com um período de apenas 3,1 dias. Ele foi detectado pelo método da velocidade radial a partir de observações da estrela com o espectrógrafo UCLES, no Telescópio Anglo-Australiano, como parte do Anglo-Australian Planet Search. Com uma massa mínima de 92% da massa de Júpiter, ele é um Júpiter quente, estando a uma distância de apenas 0,04 UA da estrela. Sua órbita é praticamente circular, com a melhor solução dando uma excentricidade de 0,022 ± 0,015. Planetas próximos de suas estrelas possuem chances relativamente altas de trânsito, mas observações fotométricas de HD 179949 descartaram essa possibilidade.
Observações infravermelhas pelo Telescópio Espacial Spitzer detectaram variações de 0,14% no brilho do sistema em fase com o período orbital do planeta. Isso indica grandes variações entre a luminosidade do lado escuro e do lado iluminado do planeta, implicando que menos de 21% da energia estelar incidente no planeta é transferida para o lado escuro. Em 2014, observações infravermelhas do sistema com o instrumento CRIRES, no Very Large Telescope, conseguiram detectar diretamente o espectro termal do planeta, revelando traços de absorção de monóxido de carbono e vapor de água na sua atmosfera. A velocidade radial do planeta tem variações de 142,8 ± 3,4 km/s correspondentes ao movimento orbital, o que permitiu o cálculo de uma massa real de 0,98 ± 0,04 massas de Júpiter e de uma inclinação orbital de 67,7 ± 4,3 graus.
| Planeta | Massa             | Semieixo maior (UA) | Período orbital (dias) | Excentricidade |
| ------- | ----------------- | ------------------- | ---------------------- | -------------- |
| b       | >0,916 ± 0,076 MJ | 0,0443 ± 0,0026     | 3,092514 ± 0,000032    | 0,022 ± 0,015  |